# Paraclius afer
Paraclius afer är en tvåvingeart som beskrevs av Charles Howard Curran 1926. Paraclius afer ingår i släktet Paraclius och familjen styltflugor.
Artens utbredningsområde är Kenya. Inga underarter finns listade i Catalogue of Life.